# Галлок (Міннесота)
Галлок (англ. Hallock) — місто (англ. city) в США, в окрузі Кіттсон штату Міннесота. Населення — 906 осіб (2020).

## Географія
Галлок розташований за координатами 48°45′57″ пн. ш. 96°56′39″ зх. д. / 48.76583° пн. ш. 96.94417° зх. д. (48.765850, -96.944124).  За даними Бюро перепису населення США в 2010 році місто мало площу 5,44 км², з яких 5,27 км² — суходіл та 0,17 км² — водойми.

## Демографія
Згідно з переписом 2010 року, у місті мешкала 981 особа в 449 домогосподарствах у складі 256 родин. Густота населення становила 180 осіб/км².  Було 549 помешкань (101/км²).
Расовий склад населення:
| - 98,7 % — білих - 0,6 % — азіатів - 0,1 % — чорних або афроамериканців |

До двох чи більше рас належало 0,5 %. Частка іспаномовних становила 2,8 % від усіх жителів.
За віковим діапазоном населення розподілялося таким чином: 17,7 % — особи молодші 18 років, 52,5 % — особи у віці 18—64 років, 29,8 % — особи у віці 65 років та старші. Медіана віку мешканця становила 51,9 року. На 100 осіб жіночої статі у місті припадало 89,4 чоловіків;  на 100 жінок у віці від 18 років та старших — 80,5 чоловіків також старших 18 років.
Середній дохід на одне домашнє господарство  становив 78 850 доларів США (медіана — 59 821), а середній дохід на одну сім'ю — 98 085 доларів (медіана — 91 786). Медіана доходів становила 49 500 доларів для чоловіків та 37 188 доларів для жінок. За межею бідності перебувало 12,8 % осіб, у тому числі 31,7 % дітей у віці до 18 років та 5,1 % осіб у віці 65 років та старших.
Цивільне працевлаштоване населення становило 523 особи. Основні галузі зайнятості: освіта, охорона здоров'я та соціальна допомога — 15,7 %, виробництво — 14,0 %, роздрібна торгівля — 13,8 %.